# Bikkejávri
Bikkejávri eller Piikkijärvi eller Piikijävri är en sjö i Finland. Den ligger i kommunen Utsjoki i landskapet Lappland, i den norra delen av landet, 1 100 km norr om huvudstaden Helsingfors. Bikkejávri ligger 273,9 meter över havet. Arean är 68 hektar och strandlinjen är 5,39 kilometer lång. Sjön  ingår i Neidenälvens huvudavrinningsområde.   Omgivningarna runt Bikkejávri är i huvudsak ett öppet busklandskap.